# 維新会 (1917年)
維新会（いしんかい）は、大正時代の日本の衆議院院内交渉団体。

## 歴史
1917年（大正6年）6月15日、直前の第13回衆議院議員総選挙で当選した無所属議員43名（一部は元公正会所属）で結成した。公正会は当時の首相寺内正毅を支持した。
1917年10月15日、無所属議員12名とともに新政会を結成した（議員62名）。